# Rozkopaczew
Rozkopaczew – wieś w Polsce, położona w województwie lubelskim, w powiecie lubartowskim, w gminie Ostrów Lubelski. Leży przy drodze wojewódzkiej nr  na odcinku z Międzyrzeca Podlaskiego do Łęcznej, nieopodal Jeziora Mytycze.
| SIMC    | Nazwa    | Rodzaj    |
| ------- | -------- | --------- |
| 0388990 | Końce    | część wsi |
| 0389009 | Pasy     | część wsi |
| 0389015 | Podborek | część wsi |
| 0389021 | Zapraga  | część wsi |
| 0389038 | Żuraw    | część wsi |

W latach 1954–1972 wieś należała i była siedzibą władz gromady Rozkopaczew. W latach 1975–1998 wieś administracyjnie należała do ówczesnego województwa lubelskiego.
Na terenie wsi ustanowiono dwa sołectwa  Rozkopaczew I i Rozkopaczew II. Według Narodowego Spisu Powszechnego (III 2011 r.) wieś liczyła 1042 mieszkańców.
Znajduje się tu rzymskokatolicki kościół parafii św. Teresy od Dzieciątka Jezus, kaplica polskokatolicka pw. św. Jakuba (podlegająca parafii w Lublinie), szkoła podstawowa im. św. Jana Pawła II. Jest również Ośrodek Zdrowia, apteka, bank spółdzielczy i placówka Poczty Polskiej.
Prywatna wieś szlachecka, położona w województwie lubelskim, w 1739 roku należała wraz z folwarkiem do klucza Kijany Lubomirskich.
Wieś szlachecka Rozkopaczów położona była w drugiej połowie XVI wieku w powiecie lubelskim województwa lubelskiego. 
4 grudnia 1946 r. wieś została napadnięta przez grupę "Uskoka". Według jednego źródła w wyniku działań grupy porwano, a następnie zastrzelono mieszkańca miejscowości - Zbigniewa Szymańskiego. W pamiętniku Broński uzasadniał swoje działania przychylnością mieszkańców Rozkopaczewa okazywaną nowej władzy oraz ich uczestnictwie wraz z "Sowietami i Żydami w obławach na »faszystów«". W tym samym źródle Broński usprawiedliwiał swoje czyny oczerniając mieszkańców wsi oraz obrzucając ich różnorakimi epitetami, a ponadto według jego twierdzeń w wyniku akcji nie było zabitych i zostało spalonych kilka zabudowań.
Według innego źródła spalono 26 gospodarstw rolnych.